# PPSSPP
PPSSPP — емулятор ігрової приставки PSP. Випуск програми відбувся 1 листопада 2012 року. PPSSPP розповсюджується за ліцензією GPL v2. Будь-хто може долучитися та внести свої покращення до коду. Вихідний код знаходиться на сторінці PPSSPP на GitHub, використовуючи систему управління кодом Git.
За рік емулятор просунувся від початкової нефункціональної версії до запуску комерційних ігор. Багато в чому такий швидкий прогрес пояснюється тим, що автор писав код з огляду на jpcsp, що вже існував на той момент.
PPSSPP може відтворювати ігри з образів, розташованих на жорсткому диску, і практично підтримує весь спектр ігор для PSP. Реалізований мовою програмування C++, емулятор вміє оптимізувати інструкції від процесора PSP для платформ x86, x64 та ARM за допомогою рекомпілятора JIT (dynarecs).

## Системні вимоги
| Системні вимоги |                                        |                                     |
| Характеристика  | Мінімальні вимоги                      | Рекомендовані вимоги                |
| Процесор        | Intel Pentium D 1.8ГГц/ ARMv6 600МГц   | Intel Core i5 2.8Ггц/ ARMv7 1.8Ггц  |
| ОЗУ             | 2Гб/512Мб                              | 4Гб/1Гб                             |
| Відеокарта      | з підтримкою OpenGL 3.0/ GLES 2.0      | з підтримкою OpenGL 4.0/ GLES 3.0   |
| ОС              | Windows XP / GNU/Linux / Android 2.3.5 | Windows 7 / GNU/Linux / Android 4.0 |